# کابریلانس
کابریلانس (به اسپانیایی: Cabrillanes) یک دهستان اسپانیا است که در استان لئون، اسپانیا واقع شده‌است.

## خصوصیات
کابریلانس ۱۶۹٫۱۶ کیلومترمربع مساحت و ۹۶۴ نفر جمعیت دارد و ۱٬۲۴۹ متر بالاتر از سطح دریا واقع شده‌است.